# Плантагенеты. Короли и королевы, создавшие Англию
Плантагенеты. Короли и королевы, создавшие Англию (англ. The Plantagenets: The Kings Who Made England) — книга британского историка Дэна Джонса, охватывающая историю династии Плантагенетов от Генриха II до Ричарда II. Была опубликована в 2012 году в Англии, а годом позже — в США. Получила в основном положительные отзывы критиков. Включена в Список бестселлеров по версии The New York Times.

## Содержание
Книга разделена на семь разделов, названных «веками». В этих разделах последовательно рассматриваются периоды в истории правления династии Плантагенетов в Англии.

## Оценки
Критики, в целом, встретили книгу положительно. Издание HistoryNet охарактеризовало её как «живую и увлекательную» и «необходимую для тех, кто интересуется средневековой историей». Рецензент Бекка Селби («The Manchester Historian») отметила живой стиль книги, который она сравнила со стилем исторической фантастики . Обозреватель Daily Telegraph Дэвид Хорспул поставил книге высшую оценку. Кристина Хардимент в обзоре The Independent дала книге более взвешенный обзор, высоко оценив проницательность работы, но обнаружив, что представление о циклах процветания и лишений сбивает с толку и что в ней отсутствует «надлежащее представление о религиозном мышлении в средневековье», что затрудняет понимание мировоззрения упомянутых королей. Бен Уилсон (New Statesman), похвалил книгу, отметив, что исторический период в ней описывается «с воодушевлением» и что Джонс хорошо понимает природу средневекового государства.

## Издания
- Дэн Джонс. The Plantagenets: The Kings Who Made England (англ.). — London: HarperPress, 2012. — 672 p. — ISBN 978-0-00-721392-4.
- Дэн Джонс. Плантагенеты. Короли и королевы, создавшие Англию / Пер. с англ. Г. Бородиной. — М.: Альпина нон-фикшн, 2021. — 686 с. — ISBN 978-5-00139-079-4.